# Vicente Cascione
Vicente Fernandes Cascione (Santos, 14 de julho de 1942) é um advogado e político brasileiro filiado ao Partido Liberal (PL).

## Biografia

### Carreira acadêmica
Vicente nasceu em Santos em 14 de julho de 1942, filho de Vicente Cascione e Maria Ângela Fernandes Cascione. Casou-se com Sílvia Leme do Prado Cascione, com quem teve cinco filhos. Estudou na Faculdade de Direito da Universidade Católica de Santos, graduando-se em 1965. No mesmo ano, começou a trabalhar como advogado, além de integrar o corpo docente do Colégio Santista, mantido pelos irmãos maristas. Em 1966 foi articulista do jornal santista A Tribuna e, no ano seguinte, lecionou no Colégio Tarquino Silva. Concluiu o curso de pós-graduação em direito penal e processual da Faculdade de Direito da Universidade de São Paulo, iniciou sua carreira universitária como professor titular da Faculdade de Direito da Universidade Católica de Santos e participou, como secretário, da sessão plenária do III Congresso de Direito Penal e Ciências Afins em 1968. Em 1969, assistiu ao X Congresso Internacional de Direito Penal em Roma, Itália, e às Jornadas Internacionais de Criminologia, correalizadas pela Sociedade Internacional de Criminologia e Governo na cidade de Mendoza, na Argentina.
Em 1972 foi eleito membro da Associação Internacional de Direito Penal (AIDP), em 1973 tornou-se professor titular da Faculdade de Comunicação da Universidade Católica de Santos, no ano seguinte foi professor da Ordem dos Advogados do Brasil (OAB), São Paulo. Em 1975, participou do[V Congresso das Nações Unidas de Prevenção do Delito e Tratamento do Delinquente realizado em Genebra, Suíça. Além disso, foi membro do Grupo de Trabalho e Estudo da Criminalidade e Violência no Brasil, em 1979 e 1980, e da Academia de Ciências da Justiça Criminal de Nova Iorque, em 1988. Foi vice-reitor da Universidade Católica de Santos, vice-diretor da Faculdade de Direito dessa universidade, e assessor especial da Comissão de Sistematização da Assembleia Nacional Constituinte (ANC) em Brasília, em 1987.

### Carreira política
Iniciou suas atividades políticas em 1988 ao filiar-se ao Partido Verde (PV). Presidente do Conselho Nacional de Trânsito (Contran) e diretor-geral do Departamento Nacional de Trânsito (Denatran) em 1990 e 1991, durante o governo de Fernando Collor de Melo (1990–1992), foi exonerado do último cargo depois de ter feito uma série de denúncias de corrupção contra os Detrans estaduais. Desligou-se do PV em 1992, e nesse mesmo ano ingressou no Partido Democrático Social (PDS). Em 1994, aderiu ao Partido Liberal (PL), vindo a presidir a comissão provisória do partido em Santos.
Eleito deputado federal por São Paulo em outubro de 1994, com votos provenientes de sua base eleitoral em Santos, iniciou o mandato em fevereiro de 1995. Ainda nesse ano mudou mais uma vez de partido, filiando-se ao Partido Trabalhista Brasileiro (PTB). Participou dos trabalhos legislativos como membro da Comissão de Constituição e Justiça e vice-líder do bloco formado pelo PTB e o Partido da Frente Liberal (PFL). Durante o processo de reforma constitucional em 1995, pronunciou-se a favor da abolição do monopólio estatal nas telecomunicações, na distribuição de gás canalizado e na exploração do petróleo. Também votou a favor da abertura da navegação de cabotagem à concorrência internacional, do término de diferenças jurídicas entre empresas brasileiras e estrangeiras e da prorrogação do Fundo Social de Emergência (FSE), rebatizado de Fundo de Estabilização Fiscal (FEF), que permitia ao governo desvincular 20% da arrecadação de impostos, sem que essas verbas ficassem obrigatoriamente vinculadas aos setores de saúde e educação. No início de 1996, por ocasião da votação da emenda constitucional da previdência, colocou-se inicialmente contra o governo, mas mudou seu voto após negociar a permanência no cargo de dois diretores da Companhia Docas do Estado de São Paulo (Codesp). Vice-líder do PTB na câmara, em junho votou a favor da criação da Contribuição Provisória sobre Movimentação Financeira (CPMF), que substituiu o Imposto Provisório sobre Movimentação Financeira (IPMF), tributo de 0,25% sobre transações bancárias criado como fonte complementar de recursos à saúde.
Em outubro, como membro da comissão especial da reforma administrativa, manifestou-se contra o parecer do relator Moreira Franco, do Partido do Movimento Democrático Brasileiro (PMDB) do Rio de Janeiro, aprovado por 18 votos contra 11. Em novembro, assumiu a liderança do PTB na câmara, depois da renúncia do deputado Pedrinho Abrão, acusado de manipulação de verbas do Orçamento. Contrariando a posição da maioria da bancada de seu partido, em janeiro e fevereiro de 1997 votou contra a emenda da reeleição para presidente, governadores e prefeitos. Ainda em fevereiro, após indicar o deputado petebista Nelson Trad à segunda secretaria da câmara na chapa vencedora encabeçada pelo deputado Michel Temer (PMDB-SP), resolveu disputar o cargo. Em novembro, pronunciou-se contra a quebra da estabilidade do servidor público, item da reforma administrativa. Em outubro de 1998 candidatou-se à reeleição, sem êxito. Em novembro, não compareceu às votações do teto de 1 200 reais para aposentadorias no setor público e do estabelecimento de idade mínima e tempo de contribuição no setor privado. Deixou a câmara em janeiro de 1999, ao final da legislatura.
Em outubro de 2000, disputou a prefeitura de Santos, sem sucesso. Derrotado no primeiro turno, apoiou no segundo o prefeito Beto Mansur, do Partido Progressista Brasileiro (PPB), candidato à reeleição, na disputa contra Telma de Souza, candidata do Partido dos Trabalhadores (PT).
Em 2001 participou, como advogado de defesa, do julgamento do coronel da reserva Ubiratan Guimarães, acusado de ter comandado a operação da Polícia Militar (PM) que resultou na morte de 111 presos na casa de detenção paulista Carandiru, em outubro de 1992.
Já filiado ao Partido Socialista Brasileiro (PSB), disputou em 2002 uma cadeira na câmara dos deputados. Eleito com 108 094 votos, tomou posse em fevereiro de 2003. Foi eleito vice-líder do governo, e em agosto deu voto favorável à proposta de reforma da Previdência enviada ao Congresso Nacional pelo governo de Luiz Inácio Lula da Silva (PT).
Ainda em 2003, desligou-se do PSB e restabeleceu o vínculo com o PTB. Nessa legenda disputou, no ano seguinte, a prefeitura de Santos e mais uma vez não teve êxito. Ficou com a terceira colocação na preferência do eleitorado santista e não chegou ao segundo turno, disputado entre a petista Telma de Souza, a quem apoiou, e João Paulo Tavares Papa, vice-prefeito, candidato do PMDB e vencedor do pleito.
Em 2005, retomou as atividades parlamentares na Câmara dos Deputados, integrando, como membro efetivo, a Comissão de Constituição e Justiça e de Cidadania e a Comissão de Constituição e Justiça e de Redação, da qual foi vice-presidente. Em 2006, atuou como advogado da família do coronel Ubiratan Guimarães, assassinado a 9 de setembro. Em outubro, concorreu à reeleição para deputado federal e obteve uma suplência. Deixou a Câmara ao término da legislatura, em janeiro de 2007, como um dos deputados mais faltosos: esteve ausente em 203 sessões. No mesmo ano, migrou ao Democratas (DEM), mas não candidatou-se a cargos eletivos no pleito de 2008. Nas eleições de outubro de 2010, concorreu ao cargo de deputado federal, mas não obteve êxito, ficando com uma suplência. Em 2012, concorreria no pleito municipal para vereador de Santos, mas desistiu e retirou sua candidatura.